# Pehr Qværnstrøm
Pehr Qværnstrøm (8. februar 1878 – 12. december 1949) var en norsk skuespiller.

## Filmografi

### Skuespiller
- 1946 – Så møtes vi i morgen, Kontorcefen
- 1943 – Vigdis, Vidnet
- 1940 – Godvakker-Maren, Endresen
- 1939 – Familien på Borgan, Ola Bråten
- 1939 – Gryr i Norden, Formanden
- 1938 – Ungen, En resturatør
- 1938 – Det drønner gjennom dalen, Skogeier
- 1938 – Lenkene brytes, Ludvigsen
- 1937 – Bra mennesker, En købmand
- 1920 – Kaksen på Øverland, Aasmund Venaas, spillemand
- 1912 – Hemmeligheden, Fiskeren
- 1911 – Fattigdommens forbandelse

### Filminstruktør
- 1911 – Bondefangeri i Vaterland

### Manuskriptforfatter
- 1911 – Bondefangeri i Vaterland